# Chemena Kamali
Chemena Kamali, née en 1981 à Dortmund, est une créatrice de mode allemande. Elle devient directrice créative de la maison Chloé en 2023.

## Biographie

### Jeunesse et formation
Chemena Kamali naît à Dortmund, en Allemagne en 1981. Elle est la fille de Tony Kamali, un architecte iranien, et Monika Kamali, une coiffeuse allemande. Elle est baptisée d'après le nom du personnage incarné par Sophia Loren dans le film Le Cid. Elle a grandi à Dortmund. Sa famille déménage à Laguna Beach, en Californie, quand elle a 11 ans, avant de retourner par la suite en Allemagne.
Chemena Kamali étudie la confection de vêtements à l'université de Trèves, période pendant laquelle elle effectue un stage chez Chloé, sous le mandat de Phoebe Philo. Elle réalise un master à Central Saint Martins sous la direction de Louise Wilson,, dont elle sort diplômée en 2007.

### Carrière professionnelle
Chemena Kamali travaille chez Alberta Ferretti puis Strenesse avant de revenir chez Chloé. À partir de 2016, elle travaille pendant six ans pour Anthony Vaccarello chez Yves Saint Laurent. Elle rejoint ensuite l'entreprise de mode Frame.
En 2023, elle est invitée à prendre la direction de Chloé, succédant à Gabriela Hearst,. Son style est décrit comme « une façon coquette, ambitieuse et amusante de s'habiller qui vous laisse un sentiment de puissance, mais aussi de fraîcheur sans effort ».
En 2024, plusieurs tenues conçues par Chemena Kamali sont portées par la candidate démocrate à l'élection présidentielle américaine Kamala Harris. Un tailleur-pantalon « marron noix de coco », porté par Harris le premier jour de la Convention nationale démocrate reçoit une attention particulière des médias, qui suggèrent que la couleur est une référence à la controverse du costume beige de Barack Obama, ou peut-être au mème « noix de coco » (en), initié par Kamala Harris elle-même.

## Vie privée
Chemena Kamali est mariée au consultant en gestion Konstantin Wehrum, rencontré lors d'une fête universitaire. Ils vivent ensemble à Paris avec leurs deux enfants.

## Récompenses et distinctions
Le 6 décembre 2024, le Financial Times la classe parmi les « 25 femmes les plus influentes de l'année 2024 ».